# إنزيم GUCY1A2
غوانيلات سيكليس للذوبان سوبونيت ألفا-2 هو انزيم يتم ترميزه بواسطة GUCY1A2 جين.